# Rubén Fernández Andújar
Rubén Fernández Andújar (Múrcia, 1 de març de 1991) és un ciclista espanyol, que combina la pista amb la ruta. Actualment milita a l'equip Cofidis. En el seu palmarès destaca la victòria en la general del Tour de l'Avenir de 2013.

## Palmarès en pista
- 2010
  -  Campió d'Espanya en Persecució per equips (amb Luis León Sánchez, Pablo Aitor Bernal i Eloy Teruel)

## Palmarès en ruta
- 2011
  - 1r a la Leintz Bailarari Itzulia
- 2012
  - 1r al Circuit Guadiana
  - 1r al Trofeu Suministros Monjardín
  - 1r a la Martin Deunaren Saria
- 2013
  - 1r al Tour de l'Avenir i vencedor d'una etapa

### Resultats al Giro d'Itàlia
- 2015. 62è de la classificació general
- 2018. 85è de la classificació general

### Resultats a la Volta a Espanya
- 2016. 33è de la classificació general
- 2017. Abandona (15a etapa)
- 2022. 59è de la classificació general
- 2023. 54è de la classificació general

### Resultats al Tour de França
- 2021. 84è de la classificació general